# SN 2004gt
SN 2004gt – supernowa typu Ic odkryta 12 grudnia 2004 roku w galaktyce NGC 4038. W momencie odkrycia miała maksymalną jasność 14,90m.